# Вілліс Джексон
Ві́лліс «Ге́йтор» Дже́ксон (англ. Willis "Gator" Jackson; 25 квітня 1932, Маямі, Флорида — 25 жовтня 1987, Нью-Йорк) — американський джазовий тенор-саксофоніст. Грав з Куті Вільямсом, співачкою Рут Браун (з якою був одружений). Мав прізвисько «Gator», тобто алігатор.

## Біографія
Народився 25 квітня 1932 року в Маямі, штат Флорида. У віці 10 років почав вчитися грати на фортепіано; потім переключився на кларнет. У 14 років дебютував професійно у місцевих гуртах; його однокласниками та колегами по гурту були Кеннонболл Еддерлі, Блу Мітчелл. Вивчав теорію і гармонію в аграрному і механічному університеті Флориди.
З 1948 по 1955 роки працював з Куті Вільямсом. Записав з Вільямсом власну композицію «Gator Tail» і отримав прізвисько «Гейтор» (від англ. «gator», тобто алігатор). З 1955 року гастролював по США з власним гуртом; часто акомпанував Дайні Вашингтон, the Ravens, Джекі Вілсону та ін. Вісім років був одружений зі співачкою Рут Браун, яка співала з ним у цей період. З 1963 року виступав зі щорічними літніми концертами в клубі Harlem, в Атлантік-Сіті, штат Нью-Джерсі.
Саме співпраця з ритм-енд-блюзови артистами, зробили з нього недооціненого джазового виконавця, однак він був досить сильним музикантом в манері Іллінойса Жаке з рисами Джина Еммонса. Автор композицій «Cookin' Sherry» (яка виграла французький приз Grand Prix du Disque у 1959 році), «This'll Get to Ya», «Miss Ann», «Borther Elijah», «Own My Own», «West Africa», «The Head Tune». Використовував так званий «саксофон Гейтора», саксофон власного дизайну, на якому він виконував балади. 
Сольні альбоми Джексона були записані переважно у форматі комбо, на яких він часто використовував органіста та гітариста, іноді другий духовий інструмент, а також ударника/або виконавця на конга. Найвідомішим ансамблем Джексона стало тріо з гітаристом Петом Мартіно (який тоді був висхідною зіркою) і органістом Карлом Вілсоном. У 1960-х багато записувався на лейблі Prestige, найвідомішими сесіями стали Thunderbird і Together Again!  за участі Бразер Джека Макдаффа. Також записав декілька класичних сесій у 1970-ті, серед яких Headed and Gutted, Bar Wars і In the Alley. 
Помер 25 жовтня 1987 року в Нью-Йорку.

## Дискографія
| - Please Mr. Jackson (Prestige, 1959) з Джеком Макдаффом і Біллом Дженнінгсом - Cool «Gator» (Prestige, 1960) з Біллом Дженнінгсом і Джеком Макдаффом - Blue Gator (Prestige, 1960) з Біллом Дженнінгсом і Джеком Макдаффом - Cookin' Sherry (Prestige, 1961) - Together Again! (Prestige, 1959–60 [вийш. 1965]) з Джеком Макдаффом і Біллом Дженнінгсом - Really Groovin' (Prestige, 1961) - In My Solitude (Moodsville, 1961) - Together Again, Again (Prestige, 1959–61 [вийш. 1966]) з Джеком Макдаффом і Біллом Дженнінгсом - Thunderbird (Prestige, 1962) з Фредді Роучом - Johnny "Hammond" Cooks with Gator Tail (Prestige, 1962) з Джонні «Гаммонд» Смітом, Едді Макфадденом - Bossa Nova Plus (Prestige, 1962) - Neapolitan Nights (Prestige, 1962) - Loose... (Prestige, 1963) - Grease 'n' Gravy (Prestige, 1963) з Петом Мартіно - The Good Life (Prestige, 1963) з Петом Мартіно | - More Gravy (Prestige, 1963) з Петом Мартіно - Boss Shoutin' (Prestige, 1964) з Петом Мартіно - Jackson's Action! Recorded Live (Prestige, 1964) з Петом Мартіно - Live! Action (Prestige, 1964 [вийш. 1966]) з Петом Мартіно - Soul Night/Live! (Prestige, 1964 [вийш. 1966]) з Петом Мартіно - Tell It... (Prestige, 1964 [вийш. 1967]) з Петом Мартіно - 'Gator Tails (Verve, 1964) з оркестром Клауса Огермана - Smoking with Willis (Cadet, 1965) - Soul Grabber (Prestige, 1967) - Star Bag (Prestige, 1968) з Труді Піттсом, Біллом Дженнінгсом - Swivelhips (Prestige, 1968) з Біллом Дженнінгсом - Gator's Groove (Prestige, 1968) з Біллом Дженнінгсом - Mellow Blues (Upfront, 1970; Trip/Springboard, 1974) з Дейвом «Бебі» Кортесом, Джорджом Бенсоном - Gatorade (Prestige, 1971 [вийш. 1982]) |